# Gesamtkunstwerk
Gesamtkunstwerk ("totalkunstværk", "helhedskunstværk") er en tysk betegnelse som stammer fra filosoffen Eusebius Trahndorff (Ästhetik oder Lehre von der Weltanschauung und Kunst 1827). Operakomponisten Richard Wagner har anvendt den i sine skrifter, og den viser hen til en operaopførelse, som omfatter musik, teater og visuel kunst. Wagner mente, at de havde været forenet ii antikkens Hellas, men siden var drevet fra hinanden. Han var kritisk over for moderne opera, som han mente lagde for stor vægt på musikken alene og ikke indeholdt de nødvendige dramatiske kvaliteter. Wagner lagde stor vægt på stemningsskabende elementer som mørke teatre, lydeffekter og sædearrangementer, som samlede tilskuernes opmærksomhed for at lade dem blive opslugt af dramaet på scenen. Det var revolutionerende, men er senere blevet taget som en selvfølge.
Betegnelsen Gesamtkunstwerk bruges også om andre "helhedkunstværker", som omfatter forskellige kunstformer.
| Kunst | Spire Denne artikel om kunst er en spire som bør udbygges. Du er velkommen til at hjælpe Wikipedia ved at udvide den. |